# Stridsvagnsmina 5
Stridsvagnsmina 5 (Strvm 5) är en tryckutlöst ometallisk mina som används av försvarsmakten. Minkroppen består av glasfiber, vilket gör att minan inte kan påverkas av magnetisk påverkan mot den och innehåller sprängämnet trotyl samt en mintändare. 
Samtliga mintändare innehåller dock metall, vilket är ett krav enligt internationella konventioner.[källa behövs]
Stridsvagnsmina 5 kan utrustas med ett antal olika mintändare.
- Bryttändaren är den vanligaste och enklaste mintändaren, den utlöses av att bli centralt belastad med cirka 3 500 N (350 kg) eller en kantbelastning (påverkan från sidan mot bryttändaren) på 1 750 N (175 kg). Konstruktionen av mintändaren är som ett kryss och den kallas också brytkryss.
- Stridsvagnsmintändare 4
- Mintändare 15
- Mintändare 16

## Förvaring

### Minlåda 5
Innehåll:
- 2 minor.

Vikt: 25 kg

### Minhäck 5
- 9 minor.
- 1 minmateriellåda.

Vikt: 115 kg